# Wadaiko Yamato
I Wadaiko Yamato (和太鼓倭?, meglio conosciuti come Yamato) sono un gruppo musicale giapponese di percussionisti taiko creato nel 1993 da Masa Ogawa. In giapponese, la parola wadaiko (和太鼓?) significa strumento a percussione giapponese, e Yamato è l'antico nome della città di Nara, dove il gruppo fu fondato.
Dalla sua fondazione, il gruppo ha eseguito più di mille spettacoli per oltre un milione di spettatori in più di 20 nazioni, in Asia, Europa e nelle Americhe. Il debutto internazionale del gruppo avvenne nel 1998 al Festival Fringe di Edimburgo, dove ottennero il premio Sprit of the Fringe. L'anno successivo, il gruppo andò in tre tournée internazionali, in Sud America, 6 nazioni europee, e Israele. Il 28 e 29 settembre del 2007, i Wadaiko Yamato si esibirono all'Universal Forum of Cultures tenutosi a Monterrey, in Messico.